# Europese kampioenschappen kunstschaatsen 1957
De Europese Kampioenschappen kunstschaatsen zijn wedstrijden die samen een jaarlijks terugkerend evenement vormen, georganiseerd door de Internationale Schaatsunie (ISU).
De kampioenschappen van 1957 vonden plaats van 14 tot en met 16 februari in Wenen. Het was de negende keer dat een EK kampioenschap in Wenen plaatsvond, eerder werden de kampioenschappen voor de mannen van 1892, 1894, 1901, 1914, 1927, 1931 er gehouden, in 1930 de kampioenschappen voor de vrouwen en paren en in 1952 voor mannen, vrouwen en paren. Het was de tiende keer dat een EK kampioenschap in Oostenrijk plaatsvond, in 1934 werd het mannentoernooi in Seefeld (Tirol) gehouden.
Voor de mannen was het de 49e editie, voor de vrouwen en paren was het de 21e editie en voor de ijsdansers de vierde editie.

## Historie
De Duitse en Oostenrijkse schaatsbond, verenigd in de "Deutscher und Österreichischer Eislaufverband", organiseerden zowel het eerste EK Schaatsen voor mannen als het eerste EK Kunstschaatsen voor mannen in 1891 in Hamburg, in toen nog het Duitse Keizerrijk, nog voor het ISU in 1892 werd opgericht. De internationale schaatsbond nam in 1892 de organisatie van het EK kunstschaatsen over. In 1895 werd besloten voortaan het WK kunstschaatsen te organiseren en kwam het EK te vervallen. In 1898, na twee jaar onderbreking, vond toch weer een herstart plaats van het EK kunstschaatsen.
De vrouwen en paren zouden vanaf 1930 jaarlijks om de Europese titel strijden. De ijsdansers streden vanaf 1954 om de Europese titel in het kunstschaatsen.

## Deelname
Er namen deelnemers uit elf landen deel aan deze kampioenschappen. Zij vulden een recordaantal van 67 startplaatsen (drie meer dan in 1956) in de vier disciplines in.
(Tussen haakjes het totaal aantal startplaatsen over de disciplines.)
| Oostenrijk (14) West-Duitsland (10) Tsjecho-Slowakije (8) Verenigd Koninkrijk (8) | Frankrijk (6) Italië (5) Sovjet-Unie (5) Hongarije (4) | Noorwegen (3) Polen (3) Zwitserland (1) |

## Medaille verdeling
Voor de derde opeenvolgende keer stonden dezelfde drie mannen op het erepodium, alleen de posities twee en drie werden anders ingevuld. Alain Giletti veroverde voor de derde opeenvolgende keer de Europese titel, het was zijn vijfde medaille, in 1953 en 1954 eindigde hij op de tweede plaats. Karol Divín op de tweede plaats veroverde zijn vierde medaille, van 1954-1956 eindigde hij op de derde plaats. Michael Booker op de derde plaats veroverde zijn derde EK medaille, in 1955 en 1956 werd hij tweede.
Voor de tweede keer stonden er drie vrouwen uit één land op het erepodium. In 1939 stonden drie Britse vrouwen op het podium en dit jaar drie Oostenrijkse vrouwen. Bij het mannentoernooi had deze situatie al vier keer plaatsgevonden (1891, 1922, 1927 en 1928) en bij het ijsdansen van 1954-1956 en ook dit jaar weer. Hanna Eigel werd opnieuw Europees kampioene, ook in 1955 behaalde zij deze titel. Ingrid Wendl op de tweede plaats veroverde haar tweede medaille, in 1956 werd zij Europees kampioene. Hanna Walter op plaats drie veroverde haar eerste medaille.
Bij de paren veroverden Vera Suchánková / Zdeněk Doležal de Europese titel, zij waren het dertiende koppel dat Europees kampioen werd en het eerste Tsjechoslowaakse paar. Marianne Nagy / Lászlo Nagy veroverden hun zevende EK medaille, in 1950, 1955 werden ze kampioen, in 1949, 1953, 1956 werden ze tweede en in 1952 derde. Marika Kilius / Franz Ningel op plaats drie veroverden hun derde EK medaille, in 1955 en 1956 werden ze ook derde.
Bij het ijsdansen stonden, net als de drie voorgaande edities, drie Britse dansparen op het erepodium. June Markham / Courtney Jones werden het derde ijsdanspaar dat Europees kampioen werd. Barbara Thompson / Gerard Rigby op plaats twee veroverden hun tweede medaille, in 1956 werden ze derde. Het debuterende paar Catherine Morris / Michael Robinson veroverden meteen de derde plaats.
| Discipline | Goud                             | Zilver                          | Brons                               |
| ---------- | -------------------------------- | ------------------------------- | ----------------------------------- |
| Mannen     | Alain Giletti                    | Karol Divín                     | Michael Booker                      |
| Vrouwen    | Hanna Eigel                      | Ingrid Wendl                    | Hanna Walter                        |
| Paren      | Vera Suchánková / Zdeněk Doležal | Marianne Nagy / Lászlo Nagy     | Marika Kilius / Franz Ningel        |
| IJsdansen  | June Markham / Courtney Jones    | Barbara Thompson / Gerard Rigby | Catherine Morris / Michael Robinson |

## Uitslagen
| #      | naam (deelname)           | land                         | pc |
| ------ | ------------------------- | ---------------------------- | -- |
| Goud   | Alain Giletti (6)         | Vlag van Frankrijk           |    |
| Zilver | Karol Divín (4)           | Vlag van Tsjechië            |    |
| Brons  | Michael Booker (5)        | Vlag van Verenigd Koninkrijk |    |
| 4      | Alain Calmat (4)          | Vlag van Frankrijk           |    |
| 5      | Norbert Felsinger (4)     | Vlag van Oostenrijk          |    |
| 6      | Hans Jürgen Bäumler (2)   | Vlag van Duitsland           |    |
| 7      | Manfred Schnelldorfer (3) | Vlag van Duitsland           |    |
| 8      | Lev Mikhajlov (2)         | Vlag van Sovjet-Unie         |    |
| 9      | Karl Bohringer            | Vlag van Oostenrijk          |    |
| 10     | Hanno Stroher (3)         | Vlag van Oostenrijk          |    |
| 11     | Valentin Zakharov (2)     | Vlag van Sovjet-Unie         |    |
| 12     | Oleg Zimontowskij         | Vlag van Sovjet-Unie         |    |
| 13     | Igor Persiantsev (2)      | Vlag van Sovjet-Unie         |    |
| 14     | Peter Jonas               | Vlag van Oostenrijk          |    |
| 15     | Pavel Fohler              | Vlag van Tsjechië            |    |
| 16     | Boguslav Hnatyszyn (3)    | Vlag van Polen (1928-1980)   |    |

| #      | naam (deelname)       | land                         | pc |
| ------ | --------------------- | ---------------------------- | -- |
| Goud   | Hanna Eigel (3)       | Vlag van Oostenrijk          |    |
| Zilver | Ingrid Wendl (3)      | Vlag van Oostenrijk          |    |
| Brons  | Hanna Walter (4)      | Vlag van Oostenrijk          |    |
| 4      | Diana Carol Peach (2) | Vlag van Verenigd Koninkrijk |    |
| 5      | Erica Batchelor (6)   | Vlag van Verenigd Koninkrijk |    |
| 6      | Ilse Musyl (3)        | Vlag van Oostenrijk          |    |
| 7      | Patricia Pauley       | Vlag van Verenigd Koninkrijk |    |
| 8      | Jindra Kramperova (2) | Vlag van Tsjechië            |    |
| 9      | Emma Giardini (2)     | Vlag van Italië              |    |
| 10     | Ina Bauer (2)         | Vlag van Duitsland           |    |
| 11     | Eszter Jurek (4)      | Vlag van Hongarije           |    |
| 12     | Jitka Hlavackova      | Vlag van Tsjechië            |    |
| 13     | Jana Docekalova (2)   | Vlag van Tsjechië            |    |
| 14     | Veta Zajickova        | Vlag van Tsjechië            |    |
| 15     | Dany Rigoulet         | Vlag van Frankrijk           |    |
| 16     | Carla Tichatschek     | Vlag van Italië              |    |
| 17     | Maryvonne Huet (2)    | Vlag van Frankrijk           |    |
| 18     | Helga Zollner         | Vlag van Hongarije           |    |
| 19     | Anna Galmarini        | Vlag van Italië              |    |
| 20     | Gitta Hagler          | Vlag van Duitsland           |    |
| 21     | Gabriele Weisert      | Vlag van Duitsland           |    |
| 22     | Grete Borgen          | Vlag van Noorwegen           |    |
| 23     | Anna Karine Dehle     | Vlag van Noorwegen           |    |
| 24     | Björg Olsen           | Vlag van Noorwegen           |    |

| #      | naam (deelname)                           | land                         | pc |
| ------ | ----------------------------------------- | ---------------------------- | -- |
| Goud   | Vera Suchánková (3) Zdeněk Doležal (3)    | Vlag van Tsjechië            |    |
| Zilver | Marianne Nagy (9) Lászlo Nagy (9)         | Vlag van Hongarije           |    |
| Brons  | Marika Kilius (3) Franz Ningel (3)        | Vlag van Duitsland           |    |
| 4      | Liesl Ellend (3) Konrad Lienert (3)       | Vlag van Oostenrijk          |    |
| 5      | Joyce Coates (2) Anthony Holles (2)       | Vlag van Verenigd Koninkrijk |    |
| 6      | Nina Bakuschewa Stanislav Zhuk            | Vlag van Sovjet-Unie         |    |
| 7      | Diana Hinko Heinz Döpfl                   | Vlag van Oostenrijk          |    |
| 8      | Eszter Jurek (4) Miklos Kucharovits       | Vlag van Hongarije           |    |
| 9      | Hana Dvorakova Karol Vosatka              | Vlag van Tsjechië            |    |
| 10     | Rita Paucka (2) Peter Kwiet (2)           | Vlag van Duitsland           |    |
| 11     | Barbara Jankowska (2) Zygmond Kaczmarczyk | Vlag van Polen (1928-1980)   |    |
| 12     | Roswitha Mauerhofer Gunther Mauerhofer    | Vlag van Oostenrijk          |    |
| 13     | Colette Tarozzi (2) Jean Vives (2)        | Vlag van Frankrijk           |    |

| #      | naam (deelname)                                 | land                         | pc |
| ------ | ----------------------------------------------- | ---------------------------- | -- |
| Goud   | June Markham (2) Courtney Jones (2)             | Vlag van Verenigd Koninkrijk |    |
| Zilver | Barbara Thompson (2) Gerard Rigby (2)           | Vlag van Verenigd Koninkrijk |    |
| Brons  | Catherine Morris Michael Robinson               | Vlag van Verenigd Koninkrijk |    |
| 4      | Bona Giammona (3) Giancarlo Sioli (3)           | Vlag van Italië              |    |
| 5      | Sigrid Knake (3) Gunther Koch (3)               | Vlag van Duitsland           |    |
| 6      | Christiane Elien Claude Lambert                 | Vlag van Frankrijk           |    |
| 7      | Edith Peikert (4) Hans Kutschera (4)            | Vlag van Oostenrijk          |    |
| 8      | Adrianna Giuggiolini (3) Germano Ceccattini (3) | Vlag van Italië              |    |
| 9      | Lucia Fischer (3) Rudolf Zorn (3)               | Vlag van Oostenrijk          |    |
| 10     | Karin Weber Herbert Beyer                       | Vlag van Duitsland           |    |
| 11     | Rita Paucka (2) Peter Kwiet (2)                 | Vlag van Duitsland           |    |
| 12     | Brigitte Groger Alois Mitterhuber               | Vlag van Oostenrijk          |    |
| 13     | Christine Paschoud Charles Pichard              | Vlag van Zwitserland         |    |
| 14     | Anna Bursche Lindner (2) Leon Osadnyk (2)       | Vlag van Polen (1928-1980)   |    |

Medaillewinnaars

Mannen · 
Vrouwen ·
Paren · 
IJsdansen

Toernooi

1891 · 
1892 · 
1893 · 
1894 · 
1895 · 
1896-1897 · 
1898 · 
1899 · 
1900 · 
1901 · 
1902-1903 · 
1904 · 
1905 · 
1906 · 
1907 · 
1908 · 
1909 · 
1910 · 
1911 · 
1912 · 
1913 · 
1914 · 
1915-1921 · 
1922 · 
1923 · 
1924 · 
1925 · 
1926 · 
1927 · 
1928 · 
1929 · 
1930 · 
1931 · 
1932 · 
1933 · 
1934 · 
1935 · 
1936 · 
1937 · 
1938 · 
1939 ·
1940-1946 · 
1947 · 
1948 · 
1949 · 
1950 · 
1951 · 
1952 · 
1953 · 
1954 · 
1955 · 
1956 · 
1957 · 
1958 · 
1959 · 
1960 · 
1961 · 
1962 · 
1963 · 
1964 · 
1965 · 
1966 · 
1967 · 
1968 · 
1969 · 
1970 · 
1971 · 
1972 · 
1973 · 
1974 · 
1975 · 
1976 · 
1977 · 
1978 · 
1979 · 
1980 · 
1981 · 
1982 · 
1983 · 
1984 · 
1985 · 
1986 · 
1987 · 
1988 · 
1989 · 
1990 · 
1991 · 
1992 · 
1993 · 
1994 · 
1995 ·
1996 · 
1997 · 
1998 · 
1999 · 
2000 · 
2001 · 
2002 · 
2003 · 
2004 · 
2005 · 
2006 ·
2007 ·
2008 ·
2009 ·
2010 ·
2011 ·
2012 ·
2013 ·
2014 ·
2015 ·
2016 ·
2017 ·
2018 ·
2019 ·
2020 ·
2021 · 
2022 · 
2023 · 
2024 · 
2025

WK kunstschaatsen ·
WK kunstschaatsen junioren ·
Viercontinentenkampioenschap ·
Olympische Spelen